# Third Person (trio)
Third Person était un trio de musique improvisée new-yorkais créé en 1990.
Ses fondateurs, le violoncelliste Tom Cora et le batteur Samm Bennett (en), ont eu l'idée de créer un trio dont l'un des membres serait un invité, différent à chaque prestation : une troisième personne, d'où le nom du groupe, third person.
Parmi ces nombreux invités on compta la chanteuse Catherine Jauniaux, les guitariste Marc Ribot et Tsuneo Imahori (en), la harpiste Zeena Parkins, le clarinettiste Don Byron et les saxophonistes George Cartwright (en)  et Kazutoki Umezu (en), ce dernier devenant peu à peu un membre permanent du trio, ceci en contradiction avec le projet initial de celui-ci. 
La musique de Third Person était totalement improvisée, quoique mélodique, voire funky.
Le trio a cessé son activité à la mort de Tom Cora en 1998.
En 2012, Umezu Kazutoki et Samm Bennett ont recréé le trio. Au nombre des invités du nouveau trio on compte la violoniste Katsui Yuji, le saxophoniste Ryoko Ono ou les guitaristes et poly-instrumentistes Jim O'Rourke et Tsuyama Atsushi
. 

## Discographie
- The Bends (1990, en public, Knitting Factory Works)
- Trick Moon (1991, Tsuki no Uso)
- Lucky Water (1995, Knitting Factory Works)